# Leichtathletik-Weltmeisterschaften 2011/Teilnehmer (Kirgisistan)
| Goldmedaillen | Silbermedaillen | Bronzemedaillen |
| ------------- | --------------- | --------------- |
| —             | —               | —               |

Der kirgisische Leichtathletik-Verband stellte bei den Leichtathletik-Weltmeisterschaften 2011 im südkoreanischen Daegu eine Teilnehmerin und einen Teilnehmer.

## Ergebnisse

### Männer

#### Laufdisziplinen
| Athlet       | Disziplin | Qualifikation | Qualifikation | Vorlauf | Vorlauf | Halbfinale         | Halbfinale         | Finale             | Finale             |
| Athlet       | Disziplin | Zeit          | Platz         | Zeit    | Platz   | Zeit               | Platz              | Zeit               | Platz              |
| ------------ | --------- | ------------- | ------------- | ------- | ------- | ------------------ | ------------------ | ------------------ | ------------------ |
| Dmitri Iljin | 100 m     | 10,86 s       | 11            | 11,00 s | 52      | nicht qualifiziert | nicht qualifiziert | nicht qualifiziert | nicht qualifiziert |

### Frauen

#### Laufdisziplinen
| Athletin            | Disziplin | Vorlauf         | Vorlauf | Halbfinale | Halbfinale | Finale             | Finale             |
| Athletin            | Disziplin | Zeit            | Platz   | Zeit       | Platz      | Zeit               | Platz              |
| ------------------- | --------- | --------------- | ------- | ---------- | ---------- | ------------------ | ------------------ |
| Wiktorija Poljudina | 5000 m    | 16:32,68 min PB | 21      |            |            | nicht qualifiziert | nicht qualifiziert |